# Communauté de communes de Fium'orbu Castellu
La communauté de communes de Fium'orbu Castellu — anciennement « communauté de communes du Fium'orbo » — est une communauté de communes française, située dans le département de la Haute-Corse.

## Composition
La communauté de communes est composée des 13 communes suivantes :

| Nom                    | Code Insee | Gentilé       | Superficie (km2) | Population (dernière pop. légale) | Densité (hab./km2) |
| ---------------------- | ---------- | ------------- | ---------------- | --------------------------------- | ------------------ |
| Ghisonaccia (siège)    | 2B123      | Ghisonacciais | 68,25            | 4 246 (2022)                      | 62                 |
| Chisa                  | 2B366      | Chisanais     | 28,92            | 106 (2022)                        | 3,7                |
| Ghisoni                | 2B124      | Ghisonais     | 124,6            | 194 (2022)                        | 1,6                |
| Isolaccio-di-Fiumorbo  | 2B135      | Isolacciais   | 40,89            | 332 (2022)                        | 8,1                |
| Lugo-di-Nazza          | 2B149      |               | 25,41            | 85 (2022)                         | 3,3                |
| Pietroso               | 2B229      | Pietrosais    | 25,76            | 350 (2022)                        | 14                 |
| Poggio-di-Nazza        | 2B236      |               | 32,79            | 186 (2022)                        | 5,7                |
| Prunelli-di-Fiumorbo   | 2B251      |               | 37,41            | 3 736 (2022)                      | 100                |
| San-Gavino-di-Fiumorbo | 2B365      |               | 22,17            | 100 (2022)                        | 4,5                |
| Serra-di-Fiumorbo      | 2B277      | Fiumorbais    | 43,2             | 349 (2022)                        | 8,1                |
| Solaro                 | 2B283      | Solarais      | 93,36            | 734 (2022)                        | 7,9                |
| Ventiseri              | 2B342      | Ventiserais   | 46,7             | 2 593 (2022)                      | 56                 |
| Vezzani                | 2B347      | Vezzanais     | 46,32            | 269 (2022)                        | 5,8                |

## Compétences
- Aménagement de l'espace - Prise en considération d'un programme d'aménagement d'ensemble et détermination des secteurs d'aménagement au sens du code de l'urbanisme
- Gestion d'un centre de secours
- Développement et aménagement économique :
  - Action de développement économique (soutien des activités industrielles, commerciales ou de l'emploi, soutien des activités agricoles et forestières…)
  - Création, aménagement, entretien et gestion de zone d'activités industrielle, commerciale, tertiaire, artisanale ou touristique
  - Création, aménagement, entretien et gestion de zone d'activités portuaire ou aéroportuaire
  - Tourisme
- Développement et aménagement social et culturel - Activités sportives
- Environnement :
  - Politique du cadre de vie
  - Protection et mise en valeur de l'environnement
  - Traitement des déchets des ménages et déchets assimilés
- Logement et habitat :
  - Opération programmée d'amélioration de l'habitat (OPAH)
  - Politique du logement social
- Sanitaire et social :
  - Aide sociale facultative
  - Thermalisme

## Historique
- 28 décembre 1992 : création de la communauté de communes
- 1er janvier 2008 : intégration de 4 nouvelles communes (Ghisoni, Poggio-di-Nazza, Vezzani, Pietroso)
- 1er janvier 2009 : intégration de Ghisonaccia
- 1er janvier 2013 : intégration des communes de Ventiseri, Chisa et Lugo-di-Nazza
- 1er janvier 2017 : intégration de la commune de Solaro (issue de la communauté de communes de la Côte des Nacres)

## Présidence
| Période                                  | Période      | Identité                   | Étiquette | Qualité                                   |
| ---------------------------------------- | ------------ | -------------------------- | --------- | ----------------------------------------- |
| 1992                                     | 2008         | Jean-Charles Martinetti    | DVD       | Maire de Prunelli-di-Fiumorbo             |
| avril 2008                               | juillet 2008 | Pierre Dani                |           | Conseiller municipal Prunelli di fiumorbu |
| 2008                                     | 2013         | Pierre Siméon de Buochberg | -         | Maire de Prunelli di Fiumorbu             |
| 2013                                     | 2020         | Louis Cesari               | DVD       | Adjoint au maire de Ghisonaccia           |
| 2020                                     | En cours     | Francis Giudici            | DVD       | Maire de Ghisonaccia                      |
| Les données manquantes sont à compléter. |              |                            |           |                                           |

## Démographie
| 1968  | 1975  | 1982   | 1990   | 1999   | 2010   | 2015   | 2021   |
| ----- | ----- | ------ | ------ | ------ | ------ | ------ | ------ |
| 8 561 | 8 808 | 10 160 | 10 494 | 10 556 | 12 226 | 12 823 | 13 227 |

## Sources
- Le « Site sur la population et les limites administratives de la France » (SPLAF)
- La base aspic de la Haute-Corse - (Accès des Services Publics aux Informations sur les Collectivités)